# جوان إي. غودي
جوان إي. غودي (بالإنجليزية: Joan E. Goody)‏ هي مهندسة معمارية أمريكية، ولدت في 1 ديسمبر 1935 في نيويورك في الولايات المتحدة، وتوفيت في 8 سبتمبر 2009.